# Underdogs (album)
Underdogs è il terzo disco del gruppo omonimo, pubblicato da Garage Records in digital download e da Go Down Records in formato vinile nel luglio 2014.

## Il disco
È stato registrato tra agosto e ottobre 2013 al Garage Studio di San Vendemiano da Marco Pagot.

## Tracce
1. Lies to take away – 3:47
2. The guilt – 4:54
3. Nothing but the best – 4:03
4. Lovin' like a stone – 2:33
5. Locked doors – 3:27
6. Time fighters – 4:46
7. Called play – 3:59
8. Nothing to forgive – 4:43
9. My favourite game – 4:30
10. The closing song – 2:55

## Formazione
- Simone Vian - basso e voce
- Michele Fontanarosa - chitarra
- Alberto Trevisan - batteria